# Олехнович, Эдгар Станиславович
Эдга́р Станисла́вович Олехно́вич (бел. Эдгар Станіслававіч Аляхновіч; род. 17 мая 1987[…], Брест) — белорусский футболист, полузащитник клуба «Динамо-Брест». Выступал за сборную Беларуси. Мастер спорта РБ международного класса.

## Биография
Воспитанник футбольной школы СДЮШОР-5 (Брест). Первый тренер — Анатолий Васильевич Новак.
Профессиональную карьеру начал в брестском «Динамо» в 2005 году, выступал за дубль (всего в 2005-08 годах за дубль провёл 63 матча, забил 7 мячей). В сезоне 2007 года дебютировал в чемпионате Беларуси. В 2008 году закрепился в главной команде.
9 декабря 2009 года стал игроком БАТЭ. Участник Лиги чемпионов сезонов 2011/12, 2012/13 (забил гол «Лиллю» в гостевом матче 1-го тура); и Лиги Европы 2010/11 (отличался в домашних матчах против «Маритиму» и «АЗ» — первый матч плей-офф и матч 2-го тура соответственно) в составе БАТЭ.
В сезоне 2013 Эдгар, который до этого играл исключительно в полузащите, стал выходить на позиции правого защитника. В результате почти весь сезон провёл на этой позиции, редко выступая в опорной зоне. В июле продлил контракт с БАТЭ. В сезоне 2014, после возвращения в команду Анри Хагуша, потерял место правого защитника. В начале сезона обычно только выходил на замену, летом стал появляться в стартовом составе в опорной зоне. С сентября, однако, вновь стал только выходить на замену. В конце сезона 2014 вернулся на позицию правого защитника.
В сезоне 2015 потерял место в основном составе, стал появляться на поле эпизодически. В январе 2016 года продлил контракт с борисовчанами. В чемпионате 2016 провёл всего пять матчей за основную команду, после чего был переведён в дубль.
В январе 2017 года перешёл в солигорский «Шахтёр», где закрепился в качестве основного опорного полузащитника. В январе 2018 года появилась информация, что Олехнович может покинуть «Шахтёр», позднее футболист не попал на зарубежный сбор команды. В феврале на правах аренды стал игроком жодинского «Торпедо-БелАЗ», где был игроком основы. В декабре вернулся из аренды в «Шахтёр», однако вскоре покинул солигорский клуб по окончании контракта.
В январе 2019 года подписал контракт с «Динамо-Минск». В сезоне 2019 года много матчей пропустил из-за травмы, но позже вернулся на поле и стал игроком основного состава, а также получил капитанскую повязку. В декабре 2020 года покинул «Динамо» по истечении контракта.
В январе 2021 года тренировался с брестским «Динамо», а в феврале подписал с ним контракт. Закрепился в стартовом составе команды и стал её капитаном. В феврале 2022 года продлил соглашение с клубом.

### В сборной
Выступал за молодёжную сборную Беларуси.
Дебют за главную сборную Беларуси состоялся 21 марта 2013 года в товарищеской встречи против Иордании.
| №     | Дата             | Оппонент    | Счёт | Голы | Пасы | Карточки | Минуты  | Соревнование             |
| ----- | ---------------- | ----------- | ---- | ---- | ---- | -------- | ------- | ------------------------ |
| 1e-06 |                  |             |      |      |      |          |         | Игрок команды «БАТЭ»     |
| 1     | 21 марта 2013    | Иордания    | 0:1  | —    | —    | —        | 45' 46' | Товарищеский матч        |
| 2     | 25 марта 2013    | Канада      | 2:0  | —    | 1    | —        | 90'     | Товарищеский матч        |
| 3     | 3 июня 2013      | Эстония     | 2:0  | —    | —    | —        | 45'     | Товарищеский матч        |
| 4     | 11 июня 2013     | Финляндия   | 1:1  | —    | —    | —        | 90'     | Отбор ЧМ-2014 (группа I) |
| 5     | 14 августа 2013  | Черногория  | 1:1  | —    | —    | —        | 9' 81'  | Товарищеский матч        |
| 6     | 6 сентября 2013  | Кыргызстан  | 3:1  | —    | —    | —        | 45'     | Товарищеский матч        |
| 7     | 10 сентября 2013 | Франция     | 2:4  | —    | —    | —        | 19' 71' | Отбор ЧМ-2014 (группа I) |
| 8     | 15 ноября 2013   | Албания     | 0:0  | —    | —    | —        | 45' 46' | Товарищеский матч        |
| 9     | 19 ноября 2013   | Турция      | 1:2  | —    | —    | —        | 24' 66' | Товарищеский матч        |
| 10    | 5 марта 2014     | Болгария    | 1:2  | —    | —    | —        | 28' 62' | Товарищеский матч        |
| 11    | 18 мая 2014      | Иран        | 0:0  | —    | —    | —        | 90'     | Товарищеский матч        |
| 12    | 21 мая 2014      | Лихтенштейн | 5:1  | —    | 1    | —        | 90'     | Товарищеский матч        |
| 13    | 4 сентября 2014  | Таджикистан | 6:1  | 61′  | —    | —        | 72' 18' | Товарищеский матч        |
| 14    | 8 сентября 2014  | Люксембург  | 1:1  | —    | —    | 68'      | 77'     | Отбор ЧЕ-2016 (группа С) |

Итого: сыграно матчей: 14 / забито голов: 1; победы: 5, ничьи: 5, поражения: 4.

## Достижения
БАТЭ
- Чемпион Беларуси (7): 2010, 2011, 2012, 2013, 2014, 2015, 2016
- Обладатель Кубка Беларуси (2): 2009/10, 2014/15
- Обладатель Суперкубка Беларуси (6): 2010, 2011, 2013, 2014, 2015, 2016